# Vesicular stomatitis Indiana virus

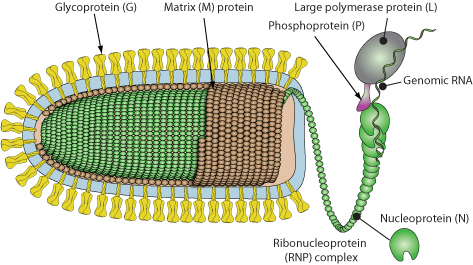
Querschnitt durch ein VSV-Virion

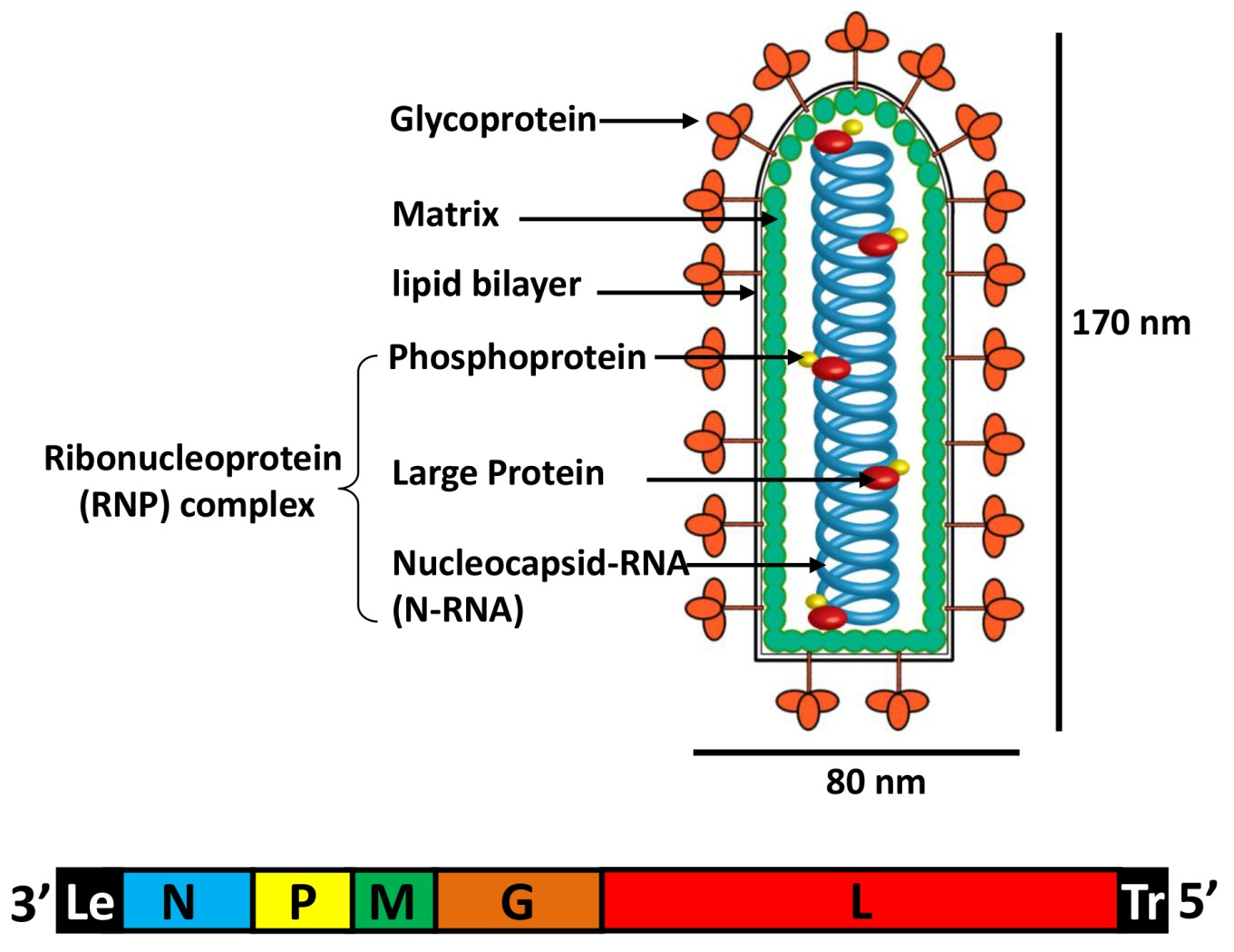
Andere Darstellung, mit Genom

Das Vesicular stomatitis Indiana virus (VSIV oder VSV-IN, veraltet auch Vesikuläres Stomatitis-Virus bzw. Vesicular stomatitis virus; Spezies Vesiculovirus indiana, früher  Indiana vesiculovirus) ist eine aus der Familie der Rhabdoviridae stammendes Virus der Gattung Vesiculovirus. Damit ist es verwandt mit dem Tollwutvirus aus der Gattung Lyssavirus in derselben Virusfamilie. Es ist der Erreger der Stomatitis vesicularis, einer Infektionskrankheit der Huftiere. Auch beim Menschen kann es leichte grippale Symptome und selten Mundbläschen und Schwellung der Lymphknoten hervorrufen. Das Wirtsspektrum umfasst Insekten, Rinder, Pferde und Schweine, weshalb es im Menschen eine Zoonose darstellt und Auswirkungen auf die Landwirtschaft aufweist. Die Symptome ähneln bei Rindern der (durch ein nicht näher verwandtes Virus hervorgerufenen) Maul- und Klauenseuche (MKS).

## Vesicular-stomatitis-Viren
In der Gattung Vesiculovirus gibt es mehrere als Vesikuläres Stomatitis-Virus (englisch Vesicular stomatitis virus, VSV) bezeichnete Spezies:
- Vesiculovirus indiana (früher Indiana vesiculovirus) mit Vesicular stomatitis Indiana virus, VSIV bzw. VSV-IN, ehem. Typusspezies
- Vesiculovirus alagoas (früher Alagoas vesiculovirus) mit Vesicular stomatitis Alagoas virus, VSAV bzw. VSV-AV
- Vesiculovirus newjersey (früher New Jersey vesiculovirus) mit Vesicular stomatitis New Jersey virus, VSNJV bzw. VSV-NJ

## Eigenschaften

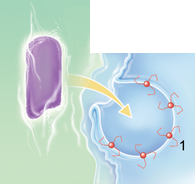
Clathrin-vermittelter Eintritt in die Wirtszelle (VSV)

VSIV ist ein Arbovirus. Natürliche Infektionen mit VSIV durchlaufen zwei Phasen, eine lytische Phase in Säugern und eine persistente nicht-lytische Phase mit Insekten als Vektor.
VSIV ist ein typischer Vertreter der Gattung Vesiculovirus mit einzelsträngigem RNA-Genom in negativer Polarität. Das Genom codiert für fünf Proteine: Das Glykoprotein G, das Large-Protein (L, eine Polymerase), das Phosphoprotein (P), das Matrixprotein (M) und das Nukleoprotein (N).
Das Glykoprotein vermittelt die Adsorption und den Zelleintritt (Membranfusion) über ein Endosom, bevorzugt über Clathrin-Vesikel. Das Gen des VSIV L-Proteins macht die Hälfte des Genom aus und katalysiert die Replikation zusammen mit dem Phosphoprotein. Das Matrixprotein umhüllt das Ribonukleoprotein, bestehend aus dem viralen Genom, dem Nukleoprotein und den replikationsrelevanten Proteinen (L und P).

## Symptomatik
Die Symptome in Tieren umfassen Ulzerationen der Mucosa des Mauls, am Euter und um das Koronarband. Als mögliche systemische Symptome treten Kachexie, Lethargie und Pyrexie auf. Die Erkrankung kling meistens innerhalb zweier Wochen ab. Da keine medikamentöse Therapie existiert, basiert die Eindämmung auf Hygiene und Quarantäne.

## Anwendungen
Das Glykoprotein des Virus wird häufig zur Pseudotypisierung in lentiviralen Vektoren eingesetzt.
Die Brauchbarkeit des Virus als onkolytisches Virus zur Behandlung bösartiger Hirntumore sowie die zugrunde liegenden Mechanismen werden untersucht.
Im Rahmen der Ebolafieber-Epidemie 2014 wurde von der Canadian National Microbiology Laboratory ein Impfstoff auf der Basis des Vesikulären Stomatitis-Virus (VSV) mit Antigenen des Zaire-Ebolavirus (ZEBOV) als rVSV-ZEBOV entwickelt. Dieser ist seit 2019 unter den Namen Ervebo zugelassen.